# Sonnenwagen von Trundholm

Animation

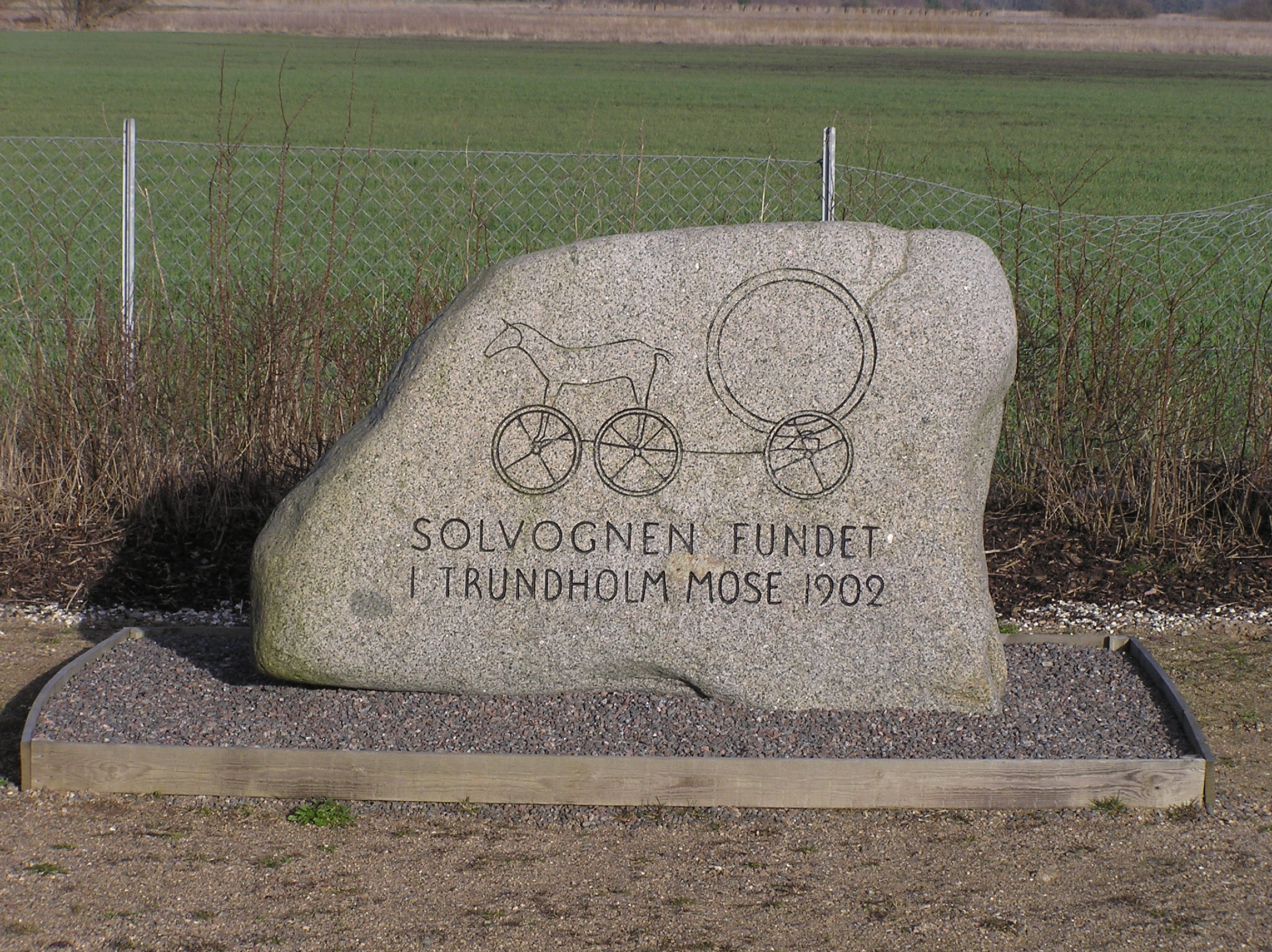
Denkstein am Kirkeåsvejen (21) in unmittelbarer Nähe des Fundortes

Wappen der Odsherred Kommune

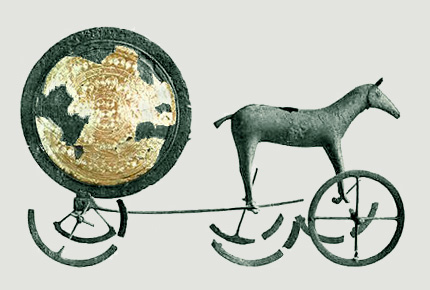
Sonnenwagen von Trundholm

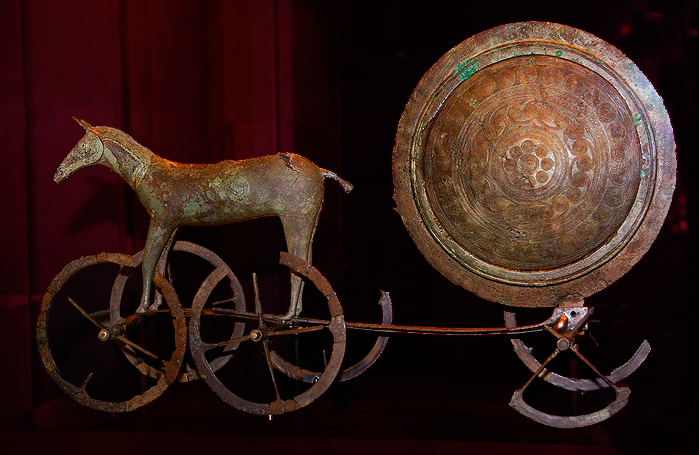
Unvergoldete Rückseite des Sonnenwagens

Der Sonnenwagen von Trundholm, dänisch Solvognen, ist eine Skulptur aus der älteren Nordischen Bronzezeit (um 1400 v. Chr.). Sie gehört zum Bestand des Dänischen Nationalmuseums in Kopenhagen. 

## Fundgeschichte
Der Kultwagen wurde 1902 von einem Bauern beim Pflügen entdeckt. Der namensgebende Fundort liegt in einer Moorlandschaft in der ehemaligen Trundholm Kommune bei Nykøbing Sjælland in Dänemark. 1996 konnten insgesamt 21 bisher fehlende Fragmente gesichert werden, nachdem ein Amateurarchäologe in Trundholm ein weiteres Bruchstück des Sonnenwagens gefunden hatte und systematische Ausgrabungen vorgenommen wurden. Das Original – insbesondere die Räder – wurde inzwischen mit diesen Fundstücken ergänzt.

## Aufbau
Die etwa 60 Zentimeter lange Skulptur ist aus gegossenen Bronzeteilen zusammengesetzt: Auf zwei Achsen steht ein Pferd, auf einer weiteren Achse ist eine etwa 25 Zentimeter große, auf einer Seite mit Goldblech belegte Scheibe mit getriebenen, konzentrisch angeordneten Kreis- und Mäandermustern angebracht. Die insgesamt sechs vierspeichigen Räder sind nur fragmentarisch erhalten, trotzdem ist ihre freie Drehbarkeit auf den Achsen nachweisbar. Jene Achsen von Scheibe und Pferd sind miteinander verbunden. An der Unterseite des Pferdehalses sowie am vorderen Rand der Scheibe, etwas unter der halben Höhe, sind noch die Reste von Ösen erkennbar, die als Zügelhalter interpretiert werden können, so dass die Scheibe das Pferd lenkt.

## Interpretation  durch Flemming Kaul
Ein eigentlicher Wagen, d. h. ein Aufsatz zwischen Achse und Scheibe, fehlt (und war nie vorhanden), weswegen Flemming Kaul die Skulptur nicht als Wagen, sondern als abstrahierte Darstellung der mythischen Sonnenfahrt interpretiert. Die Räder sowohl unter der Scheibe als auch unter dem Pferd seien allein zum Zwecke der Bewegungsfähigkeit der Skulptur angebracht. Er interpretiert die vergoldete Seite der Scheibe als Sonne – betrachtet man diese Seite, bewegt sich das Pferd von links nach rechts, so wie die Sonne am Himmel der nördlichen Erdhalbkugel auf ihrer scheinbaren Tagesbahn. In der dunkel belassenen Seite sieht er die Nachtseite bzw. die Nachtfahrt der Sonne durch die Unterwelt. Die Spiralornamente könnten, ähnlich wie bei den Goldhüten, als Kalender gedeutet werden. Es sind aber auch andere Deutungen möglich, denn lediglich die Farbe des Materials assoziiert bei uns den Eindruck einer Sonne. Scheibenförmige Elemente, die materialbedingt in anderen Farben gehalten sind, werden u. U. anders interpretiert.

## Bedeutung
Der Sonnenwagen von Trundholm gehört – neben der 1999 gefundenen Himmelsscheibe von Nebra – zu den wichtigsten Funden aus der europäischen Bronzezeit. Das komplizierte Gussverfahren zur Herstellung der filigranen Teile weist auf einen hohen Stand der Fertigungstechnik hin. Er ist Bestandteil des Kulturkanons 2006.

## Ausstellungen
Der Sonnenwagen von Trundholm war vom 15. Oktober 2004 bis zum 22. Mai 2005 in der Ausstellung Der geschmiedete Himmel mit rund 1600 weiteren bronzezeitlichen Fundstücken aus 18 Ländern, darunter der Himmelsscheibe von Nebra, im Landesmuseum für Vorgeschichte (Halle) zu besichtigen. Die Ausstellung fand in Kooperation mit dem Nationalmuseum Kopenhagen statt. Im Gegenzug wurde die Ausstellung nach Halle auch in Kopenhagen (1. Juli bis 22. Oktober 2005) gezeigt. Vom 4. März bis 9. Juli 2006 war die Ausstellung noch in Mannheim zu sehen. 

## Kopien
Es wurden zahlreiche Kopien zu Ausstellungszwecken angefertigt. Eine Kopie des Sonnenwagens befindet sich im Römisch-Germanischen Zentralmuseum in Mainz. Vom 6. Dezember 2006 bis zum 25. März 2007 wurde eine Kopie des Wagens im Focke-Museum in Bremen in der Sonderausstellung Pferdeopfer-Reiterkrieger. Fahren und Reiten durch die Jahrtausende gezeigt.